# Anemolua hanuala
Anemolua hanuala är en insektsart som beskrevs av George Willis Kirkaldy 1906. Anemolua hanuala ingår i släktet Anemolua och familjen dvärgstritar. Inga underarter finns listade i Catalogue of Life.